# 伯頓維尤 (伊利諾伊州)
伯頓維尤（英語：Burtonview）是位於美國伊利諾伊州洛根縣的一個人口普查指定地區。

## 地理
伯頓維尤的座標為40°10′15″N 89°29′05″W / 40.17083°N 89.48472°W，而該地最高點為海拔高度172米（即564英尺）。

## 人口
根據2010年美國人口普查的數據，伯頓維尤的面積為5.00平方千米，當中陸地面積為5.00平方千米，而水域面積為5.00平方千米。當地共有人口500人，而人口密度為每平方千米100人。